# Super Bowl XXXVII
Il Super Bowl XXXVII è stata la 37ª edizione annuale del Super Bowl nel football americano.
La partita, soprannominata Pirate Bowl, che ha seguito la stagione regolare NFL 2002, è stata giocata il 26 gennaio 2003 al Qualcomm Stadium di San Diego, California, tra Oakland Raiders e Tampa Bay Buccaneers ed ha visto la vittoria dei Buccaneers che si sono aggiudicati il loro primo Super Bowl. Questo fu il primo Super Bowl disputato a una sola settimana dalle finali di conference. Fu anche l'ultimo Super Bowl disputato nel mese di gennaio.
Per la prima volta nella storia del Super Bowl si affrontarono la squadra col miglior attacco (Raiders) contro quella con la miglior difesa (Buccaneers). A volte questa edizione è stata anche soprannominata "Gruden Bowl" a causa della presenza di Jon Gruden. Questi era stato l'allenatore dei Raiders dal 1998 al 2001 e divenne l'allenatore dei Buccaneers nel 2002. Tampa Bay, "la nuova squadra di Gruden", arrivò al suo primo Super Bowl dopo aver terminato la stagione con un record di 12-4. Oakland, "la vecchia squadra di Gruden", giunse al suo quinto Super Bowl dopo un bilancio di 11-5 in stagione.
Con un pubblico di 67.603 tifosi è stato il quarto Super Bowl con minor numero di spettatori; solo il Super Bowl LV (24.835, a causa dei protocolli anti-COVID-19), il Super Bowl I (61.946) e il  Super Bowl XXVI (63.130) ne hanno avuti meno.

## Marcature
1º quarto
- OAK – FG: Sebastian Janikowski 40 yard 3–0 OAK 10:40
- TB – FG: Martín Gramática 31 yard 3–3 7:51

2º quarto
- TB – FG: Martin Gramatica 43 yard 6–3 TB 11:16
- TB – TD: Mike Alstott su corsa da 2 yard (extra point trasformato da Martin Gramatica) 13–3 TB 6:24
- TB – TD: Keenan McCardell su passaggio da 5 yard Brad Johnson (extra point trasformato da Martin Gramatica) 20–3 TB 0:30

3º quarto
- TB – TD: Keenan McCardell su passaggio da 8 yard di Brad Johnson (extra point trasformato da Martin Gramatica) 27–3 TB 5:30
- TB – TD: Dwight Smith su intercetto ritornato per 44 yard (extra point trasformato da Martin Gramatica) 34–3 TB 4:47.
- OAK – TD: Jerry Porter su passaggio da 39 yard di Rich Gannon (conversione da 2 punti fallita) 34–9 TB 2:14

4º quarto
- OAK – TD: Eric Johnson su ritorno di punt bloccato per 13 yard (conversione da 2 punti fallita) 34–15 TB 14:16.
- OAK – TD: Jerry Rice su passaggio da 48 yard Rich Gannon (conversione da 2 punti fallita) 34–21 TB 6:06
- TB – TD: Derrick Brooks su ritorno di intercetto da 44 yard (extra point trasformato da Martin Gramatica) 41–21 TB 1:18.
- TB – TD: Dwight Smith su ritorno da intercetto da 50 yard (extra point trasformato da Martin Gramatica) 48–21 TB 0:02.

## Statistiche

### Statistiche a confronto
|                            | Oakland Raiders | Tampa Bay Buccaneers |
| -------------------------- | --------------- | -------------------- |
| Primi down                 | 11              | 24                   |
| Efficienza sui terzi down  | 7-16            | 6-15                 |
| Efficienza sui quarti down | 0-0             | 0-1                  |
| Yard totali                | 269             | 365                  |
| Yard passate               | 250             | 215                  |
| Passaggi comp-tent         | 24-44           | 18-34                |
| Yard corse                 | 19              | 150                  |
| Corse tentate              | 11              | 42                   |
| Yard per corsa             | 1.7             | 3.6                  |
| Penalità-yard              | 7-51            | 5-41                 |
| Sack subiti                | 5-22            | 0-0                  |
| Palle perse                | 5               | 1                    |
| Fumble-persi               | 1-0             | 1-0                  |
| Intercetti subiti          | 5               | 1                    |
| Tempo di possesso          | 22:46           | 37:14                |

### Leader individuali
| Raiders: passaggi  | Raiders: passaggi | Raiders: passaggi | Raiders: passaggi | Raiders: passaggi |
|                    | C/ATT*            | Yds               | TD                | INT               |
| ------------------ | ----------------- | ----------------- | ----------------- | ----------------- |
| Rich Gannon        | 24/44             | 272               | 2                 | 5                 |
| Raiders: corse     |                   |                   |                   |                   |
|                    | Cara              | Yds               | TD                | LGb               |
| Charlie Garner     | 7                 | 10                | 0                 | 4                 |
| Raiders: ricezioni |                   |                   |                   |                   |
|                    | Recc              | Yds               | TD                | LGb               |
| Charlie Garner     | 7                 | 51                | 0                 | 9                 |
| Jerry Rice         | 5                 | 77                | 1                 | 48t               |
| Doug Jolley        | 5                 | 59                | 0                 | 25                |
| Jerry Porter       | 4                 | 62                | 1                 | 39t               |

| Buccaneers: passaggi  | Buccaneers: passaggi | Buccaneers: passaggi | Buccaneers: passaggi | Buccaneers: passaggi |
|                       | C/ATT*               | Yds                  | TD                   | INT                  |
| --------------------- | -------------------- | -------------------- | -------------------- | -------------------- |
| Brad Johnson          | 18/34                | 215                  | 2                    | 1                    |
| Buccaneers: corse     |                      |                      |                      |                      |
|                       | Cara                 | Yds                  | TD                   | LPb                  |
| Michael Pittman       | 29                   | 124                  | 0                    | 24                   |
| Mike Alstott          | 10                   | 15                   | 1                    | 5                    |
| Buccaneers: ricezioni |                      |                      |                      |                      |
|                       | Recc                 | Yds                  | TD                   | LPb                  |
| Keyshawn Johnson      | 6                    | 69                   | 0                    | 18                   |
| Mike Alstott          | 5                    | 43                   | 0                    | 16                   |
| Joe Jurevicius        | 4                    | 78                   | 0                    | 33                   |

*Passaggi completati/tentati
aPortate
bGiocata più lunga
cRicezioni

## Formazioni titolari
| Tampa Bay        | Ruolo | Ruolo | Oakland          |
| ---------------- | ----- | ----- | ---------------- |
| ATTACCO          |       |       |                  |
| Keyshawn Johnson | WR    | WR    | Tim Brown        |
| Roman Oben       | LT    | LT    | Barry Sims       |
| Kerry Jenkins    | LG    | LG    | Frank Middleton  |
| Jeff Christy     | C     | C     | Adam Treu        |
| Cosey Coleman    | RG    | RG    | Mo Collins       |
| Kenyatta Walker  | RT    | RT    | Lincoln Kennedy  |
| Ken Dilger       | TE    | TE    | Doug Jolley      |
| Keenan McCardell | WR    | WR    | Jerry Rice       |
| Brad Johnson     | QB    | QB    | Rich Gannon      |
| Michael Pittman  | RB    | RB    | Charlie Garner   |
| Mike Alstott     | FB    | WR    | Jerry Porter     |
| DIFESA           |       |       |                  |
| Greg Spires      | LE    | LE    | DeLawrence Grant |
| Warren Sapp      | LDT   | LDT   | Sam Adams        |
| Chartric Darby   | RDT   | RDT   | John Parrella    |
| Simeon Rice      | RE    | RE    | Regan Upshaw     |
| Derrick Brooks   | LOLB  | LOLB  | Bill Romanowski  |
| Shelton Quarles  | MLB   | MLB   | Napoleon Harris  |
| Dwight Smith     | DB    | ROLB  | Eric Barton      |
| Brian Kelly      | LCB   | LCB   | Charles Woodson  |
| Ronde Barber     | RCB   | RCB   | Tory James       |
| John Lynch       | SS    | SS    | Anthony Dorsett  |
| Dexter Jackson   | FS    | FS    | Rod Woodson      |